# Nokia 6500 slide
Il Nokia 6500 slide è un telefonino prodotto dall'azienda finlandese Nokia ed entrato in commercio nel 2008. Questo modello è la versione slide del Nokia 6500 classic.

## Caratteristiche
- Dimensioni: 96.5 x 46.5 x 16.4 mm
- Massa: 124 g
- Memoria: 20 MB espandibile fino a 4 GB con MicroSD
- Risoluzione display: 240 x 320 pixel a 16.700.000 colori
- Durata batteria in standby: 312 ore (13 giorni)
- Durata batteria in conversazione: 6 ore
- Fotocamera/Videocamera da 3.2 megapixel
- Bluetooth e USB